# Main Plaza
Das 88 Meter hohe Lindner Hotel & Residence Main Plaza ist ein am 1. Oktober 2001 eröffnetes Hochhaus in Frankfurt am Main. Es steht auf der südlichen Seite des Mains im Stadtteil Sachsenhausen am Deutschherrnufer und markiert den Anfang des seit den 1990er Jahren neu aufgebauten Stadtquartiers Deutschherrnviertel. Der Architekt des Gebäudes ist Hans Kollhoff. Der Turm trägt eine vorgesetzte dunkelrote Backsteinfassade und goldene Spitzen und erinnert, wie auch der Kollhoff-Tower in Berlin, an Hochhäuser der 1920er Jahre. In Details wird das American Standard Building in New York von 1923 zitiert. Das Lindner Hotel & Residence Main Plaza enthält auf 23 Etagen 118 Hotelzimmer und Suiten sowie 17 Wohnungen.